# ピアノ協奏曲第2番 (フィールド)
ピアノ協奏曲第2番 変イ長調（H.31）は、ジョン・フィールドが1811年に作曲したピアノ協奏曲。初版は1816年にライプツィヒで出版された。フィールドは7つのピアノ協奏曲を作曲したが、この第2番が最も成功した作品である。シューマンはこの曲を高く評価し、出版譜は現在に至るまで途切れることなく版を重ね続けている。

## 概要
フィールドはこの曲を古典的なソナタ形式で作曲した。しかし、第1楽章が長くなりすぎたためカデンツァを置くことをせず、さらに第2楽章を短くまとめることにした。フィールドの作曲スタイルはハイドン風の楽天的な楽しげなものでも、ベートーヴェン的な大胆なものでもなく、モーツァルトのように抒情的な、抑制され、そしてやや翳りを帯びたものであった。特に、モーツァルトの「クラリネット協奏曲」からの影響が見られる。さらに、抒情的な主題と管弦楽法による彩りにはフィールドの故郷であるアイルランド音楽の影響がただよう。この曲の特にロマン派的な側面には、やはりモーツァルトを称賛していたクレメンティからの影響も重要である。

## 演奏時間
約35分

## 楽器編成
ピアノ独奏、フルート1、クラリネット2、ファゴット2、ホルン2、トランペット2、ティンパニ、弦五部

## 楽曲構成
3楽章制である。
第1楽章 アレグロ・モデラート 変イ長調 4/4拍子
ソナタ形式。展開部ではめまぐるしく転調を繰り返し、特に中間に配されるロ長調で、弦のトレモロに乗ってピアノが新しい主題を出しつつ落ち着く部分は曲調が大きく変わり印象的である。
第2楽章 ポコ・アダージョ 変ホ長調
同時期に作曲されたノクターンを思わせるような楽章。
第3楽章 モデラート・イノセンテ
ロンド形式。ところどころにアイルランド、もしくはスコットランドのリールのような伴奏音型が聞かれる。フガートが用いられるなど、構成は拡大されている。